# Malus spectabilis
Malus spectabilis, el Manzano silvestre de la China o manzano de ramo, es una especie arbórea de la familia de las Rosáceas. Su nombre chino es hai tang hua debido a sus bellas flores. Es originaria de China, donde es también un popular árbol ornamental.

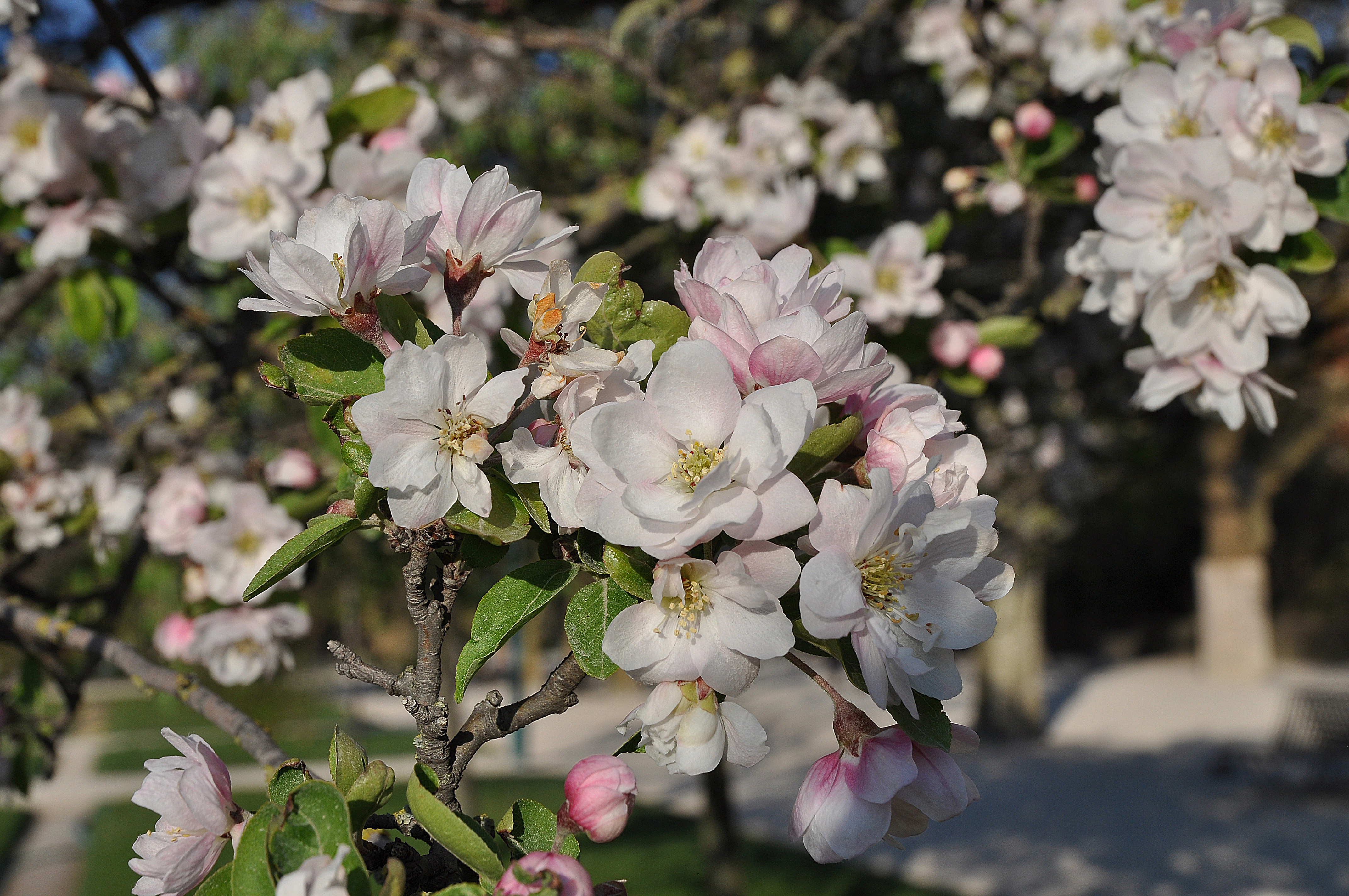
flores

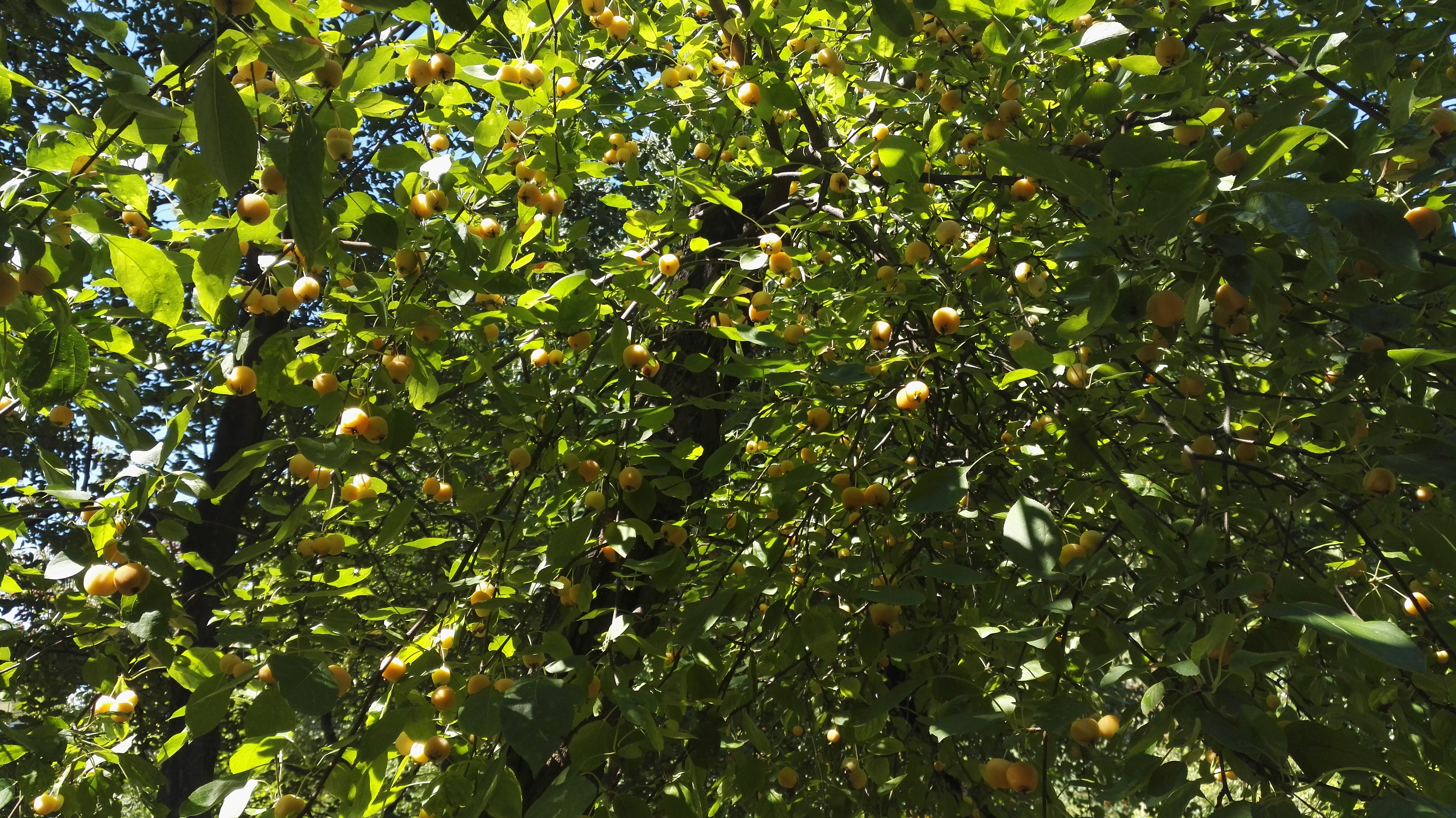
frutos

Tiene flores blancas o rosas, dependiendo de la variedad. El fruto es amarillo y tiene alrededor de dos centímetros de ancho.
La fruta se puede comer directamente, o convertirla en fruta confitada o enlatada.

## Descripción
Árbol caducifolio de hasta 8 metros de altura. Las ramas son de color marrón rojizo, los brotes jóvenes son pubescentes. Los cogollos también son de color marrón rojizo, con escasa pubescencia.
Las hojas son elípticas o estrechamente elípticas, de 5 a 8 cm de largo, glabras (las hojas jóvenes son pubescentes en ambos lados). La parte superior de la lámina de la hoja es puntiaguda, los bordes tienen dientes pequeños. Estípulas membranosas, de 4-6 mm de largo, estrechamente lanceoladas.
Las flores son rosadas en capullo, blancas después de la floración, de 4-5 cm de diámetro, reunidas en corimbos umbelados de 4-6 piezas. Pedicelos de 2-3 cm de largo, pubescentes. Sépalos triangulares-ovados, de 2-4 mm de largo, que no se caen después de la floración.
Los frutos miden unos 2 cm de diámetro, de color amarillo. Fruta comestible.

## Taxonomía
Malus spectabilis fue descrita por (Aiton) Borkh. y publicado en Theoretisches-praktisches Handbuch der Forstbotanik und Forsttechnologie 2: 1279. 1803.
Sinonimia
- Malus domestica var. spectabilis (Aiton) Likhonos
- Malus microcarpa var. spectabilis (Aiton) Carrière
- Pyrus spectabilis Aiton basónimo[5]